# Поместье Каймберг
Поместье Каймберг (нем. Rittergut Kaimberg) — бывшее поместье, сегодня располагающееся на территории города Гера; ранее оно, вероятно, являлось духовным и экономическим центром небольшого посёлка. Здание местной церкви скорее всего было построено в XV веке и перестроено в 1753 году.

## История и описание
Поместье Каймберг первоначально являлось, вероятно, небольшим укреплённым поселением, центром которого была деревенская церковь, построенная около XV века. Хозяин поместья («рыцарской мызы»), лорд Каймберга, имел право присутствовать на заседания местного ландтага: данное право было отменено только в середине XIX века. Владельцами усадьбы были члены аристократических семей фон Кайм, фон Коппи и, с конца XVI века, фон Энде. До 1662 года земли поместья составляли единое целое с землями соседнего поместья Пфортен: затем земельные владения были разделены. В 1754 году Каймберг перешёл в собственность семьи Зигенхирдт, а в 1766 году его приобрела семья Кутшенбахов; в 1868 году член коммерческого совета Альтенбурга Теодор Шмидт стал хозяином поместья, которое впоследствии перешло во владение к его зятю — полковнику Баумбаху. Последним владельцем земли, в 1917 году, стал предприниматель из Геры Роберт Тодт.
После 1946 года и земельной реформы ГДР поместье постепенно срасталось с пригородами Геры. В начале XXI века в основном (хозяйском) доме бывшего поместья, являющемся памятником архитектуры, размещалась школа для медицинских и социальных работников «Bildungswerk für Gesundheits- und Sozialberufe GmbH».